# Облога Гданська (1734)
Облога Гданська 1734 року російськими військами — епізод Війни за польську спадщину 1733—1735 років. Тривала з 22 лютого по 7 липня.

## Передісторія
Август II Саксонський, який також правив як король Польщі протягом більшості років з 1697 року, помер 1 лютого 1733 року, що спричинило боротьбу за його наступника на польському престолі. Станіслав І Лещинський, який недовго був королем під час Північної війни (його правління тривало з 1705 по 1709 рік), був обраний королем на виборчому сеймі, що відбувся 10 вересня 1733 року, за широкої підтримки польської шляхти і населення, а також за підтримки Франції (де його дочка була одружена з Людовіком XV) і Швеції (де Карл XII підтримував його під час його попереднього правління).  Росія, Габсбурги і Саксонія, бажаючи мати монарха, на якого вони мали б більший вплив, виступили проти його обрання. Росія ввела війська до Польщі у серпні 1733 року, спочатку намагаючись вплинути на вибори, а потім змусила Станіслава, який мав у Варшаві лише 2 000 військових, відступити до Гданська, де він окопався зі своїми партизанами (серед яких були примас Польщі Теодор Потоцький та французькі і шведські міністри), щоб чекати на підтримку, яку обіцяла Франція. 30 вересня до Варшави прибула 20-тисячна російська армія під командуванням Петра Лейсі, а 6 жовтня другий сейм (що складався з меншої кількості виборців, які не погодилися з результатами попередніх виборів) проголосив Августа III королем.

## Хід подій
Облозі протистояли польські війська на чолі з Станіславом Лещинським, шведські та французькі волонтери загальним числом близько 20 тисяч. Російськими військами командував Мініх (з 5 березня).
Пруссія в цьому конфлікті оголосила нейтралітет і блокувала військові перевезення між Росією та групою фельдмаршала Мініха. Франція відрядила на підтримку Лещинському та власним волонтерам флот, який намагався блокувати сполучення групи Мініха з Росією Балтійським морем, але важкі облогові мортири все ж були доставлені в російську армію з Саксонії каретами під виглядом екіпажів курфюрста Вюртемберзького.
Спроби поляків деблокувати Гданськ не мали успіху.
Не витримавши численних бомбардувань та штурмів, Гданськ здався. Лещинський втік з міста, переодягнувшись селянином.

## Капітуляція
Автономне місто Данциг беззастережно капітулювало 30 червня після 135-денної облоги, яка коштувала росіянам 8 000 чоловік. Данциг зазнав значних збитків і був зобов'язаний виплатити репарації переможцям.
Під виглядом селянина Станіславу вдалося втекти за два дні до капітуляції міста. Він знову з'явився в столиці Пруссії Кенігсберзі, звідки видав маніфест до своїх партизанів, який призвів до створення конфедерації від його імені, а також до відправки польського посланця до Парижа, щоб закликати Францію вторгнутися до Саксонії з щонайменше 40 000 чоловік. У Галичині граф Микола Потоцький сподівався підтримати Станіслава, об'єднавшись із силами близько 50 000 партизанів, що діяли в сільській місцевості навколо Данцига. Однак вони були розсіяні росіянами, а Франція відмовилася надсилати додаткову підтримку. Станіслав офіційно відмовився від своїх претензій 26 січня 1736 року. 
Після капітуляції частина російських військ була відправлена далі на захід для надання допомоги Австрії в захисті імперії від військових дій Франції в долині річки Рейн. Російські війська вперше досягли Рейну і допомогли призупинити подальші військові дії Франції на цьому театрі.